# Nicolás Russo
Nicolás Russo (Lanús, 17 de diciembre de 1959) es un político, comerciante y dirigente deportivo argentino. Actualmente se desempeña como diputado provincial por la provincia de Buenos Aires, representando al partido Unión por la Patria, y es reconocido por su larga trayectoria como presidente del Club Atlético Lanús, uno de los clubes más destacados del fútbol argentino.
El 18 de mayo de 2023 en el Microestadio Rotili, presentó su libro "Lanús, un sueño hecho realidad" en el que repasa sus vivencias a lo largo de sus 33 años como dirigente deportivo. En su presentación estuvo acompañado por personajes del fútbol argentino como Claudio Tapia, Miguel Ángel Russo, Gonzalo Belloso, José Sand, Lautaro Acosta, entre otros. 

## Biografía
Nicolás Russo nació y creció en el barrio de Villa Obrera, Lanús, un área de clase trabajadora en el conurbano bonaerense. Desde joven mostró interés por el comercio, lo que lo llevó a convertirse en un empresario exitoso en la región. Su vinculación con el Club Atlético Lanús comenzó en su infancia, influenciado por la pasión futbolística de su entorno.

## Carrera Deportiva
Russo se destacó como un influyente dirigente deportivo en Argentina. En 2009 asumio la presidencia del Club Atlético Lanús, cargo que ocupó cuatro veces. Bajo su gestión, el club vivió uno de los períodos más exitosos de su historia, logrando títulos como el Campeonato de Primera División 2016, la Copa Bicentenario 2016 y la Supercopa Argentina 2017. Su administración se caracterizó por una filosofía de orden institucional y sostenibilidad económica, resumida en su lema: “Orden contra orden, gana el mejor; pero orden contra desorden, gana el orden”.
Además, Russo fue una voz activa en los debates sobre la organización del fútbol argentino, participando en la Asociación del Fútbol Argentino (AFA) y abogando por la vuelta del público a los estadios tras la pandemia de COVID-19, así como por soluciones a las crisis económicas de los clubes.
Russo es ampliamente respetado en el ámbito del fútbol argentino por su contribución al crecimiento institucional del Club Atlético Lanús. Su gestión es citada como un modelo de éxito en la administración de clubes deportivos en un contexto de desafíos económicos y organizativos.
Actualmente Nicola es el presidente del Club Atlético Lanús, asumió el 26 de enero de 2025

### Presidencia
en 2025 asumió por cuarta vez como máxima autoridad del club. Por ende, se convirtió en el hombre que más veces permaneció en el cargo en la historia de la institución, que se fundó en 1915.
Como máxima autoridad del club ganó tres títulos: el Campeonato, la Copa del Bicentenario y la Supercopa 2016. No obstante, también ostenta uno como vice (el Apertura 07) y otro como tesorero (la Conmebol 96).
| Predecesor: Alejandro Marón | Presidente del Club Atlético Lanús 2009 - 2012 | Sucesor: Alejandro Marón |

| Predecesor: Alejandro Marón | Presidente del Club Atlético Lanús 2015 - 2018 | Sucesor: Nicolás Russo |

| Predecesor: Nicolás Russo | Presidente del Club Atlético Lanús 2018 - 2021 | Sucesor: Luis Chebel |

| Predecesor: Luis Chebel | Presidente del Club Atlético Lanús 2024 - 2027 (Act) | Sucesor: En el cargo |

## Carrera Política
Paralelamente a su labor en el deporte, Nicolás Russo incursionó en la política local. En 2019, se postuló como precandidato a intendente de Lanús por el Frente de Todos (hoy Unión por la Patria) en las elecciones primarias (PASO), enfrentándose a otros candidatos del mismo espacio. Aunque no logró imponerse en las internas, su compromiso con la comunidad lo llevó a continuar su carrera política.
En 2021, fue elegido diputado provincial por la provincia de Buenos Aires, representando al Frente Renovador dentro de la coalición Frente de Todos. Desde su banca, Russo ha trabajado en iniciativas relacionadas con el deporte, la educación y el desarrollo económico del conurbano bonaerense.